# Strigosły
Strigosły (ros. Стригослы) – wieś (ros. деревня, trb. dieriewnia) w zachodniej Rosji, w sielsowiecie bobrawskim rejonu biełowskiego w obwodzie kurskim.

## Geografia
Miejscowość położona jest nad rzeką Psioł, 5 km od centrum administracyjnego sielsowietu bobrawskiego Bobrawa, 11,5 km od centrum administracyjnego rejonu Biełaja, 71,5 km od Kurska.
W granicach miejscowości znajdują się 83 posesje.

## Demografia
W 2010 r. miejscowość zamieszkiwały 62 osoby.